# Utricularia simplex
Utricularia simplex este o specie de plante carnivore din genul Utricularia, familia Lentibulariaceae, ordinul Lamiales, descrisă de Robert Brown. Conform Catalogue of Life specia Utricularia simplex nu are subspecii cunoscute.